# Abstencjonizm
Abstencjonizm – postawa polityczna, której ideą jest zrzeczenie się otrzymanych mandatów w wyborach albo zrezygnowanie z uczestnictwa we władzy. 
Postawa ta nie jest tożsama z bojkotem wyborczym, ze względu na to, że w jego przypadku odmawia się uczestnictwa wyborach (lub kandydowania). Dla przykładu abstencjonistycznej postawy, można przywołać irlandzkie ruchy republikańskie w Zjednoczonym Królestwie i Irlandii od początku XIX wieku lub węgierskich i czeskich nacjonalistów w Radzie Państwa Austrii w latach sześćdziesiątych XIX wieku.